# Deutsche Einband-Meisterschaft 1973/74

Veranstaltungsort: Essen

Die Deutsche Einband-Meisterschaft 1973/74 ist eine Billard-Turnierserie und fand vom 3. bis zum 6. Januar 1974 in Essen zum 21. Mal statt.

## Geschichte
Leider gab es in der deutschen Billardzeitung Billard-Sport keine Einzelergebnisse der Spiele. Es wurde nur der Sieg mitgeteilt. Lokalmatador und Titelverteidiger Günter Siebert nutzte seinen Heimvorteil und gewann gegen den Überraschungsfinalist Mattias Metzemacher. Platz drei sicherte sich Norbert Witte.

## Modus
Gespielt wurde in zwei Gruppen im Round Robin-Modus bis 200 Punkte. Die beiden Gruppenbesten kamen ins Halbfinale.
Die Endplatzierung ergab sich aus folgenden Kriterien:
1. Matchpunkte
2. Generaldurchschnitt (GD)
3. Bester Einzeldurchschnitt (BED)
4. Höchstserie (HS)

## Teilnehmer (nach Ausgangsklassement)
1. Günter Siebert (Bfr. Altenessen), Titelverteidiger (5,82)
2. Norbert Witte (BG Bottrop 24) (5,50)
3. Dieter Müller (Billardakademie Berlin) (5,27)
4. Mattias Metzemacher (Kölner BC 1908) (4,54)
5. Peter Sporer (BSV München) (4,43)
6. Dieter Wirtz (Düsseldorfer Bfr. 54) (4,16)
7. Klaus Hose (BC Unter Uns Dahlhausen) (3,52)
8. Wolfgang Matz (Düsseldorfer Bfr. 54) (--)

## Gruppenphase
| MP    | Match Points (Sieger = 2; Unentschieden = 1; Verlierer = 0) |
| Pkte. | Erzielte Karambolagen                                       |
| Aufn. | Benötigte Versuche                                          |
| GD    | Generaldurchschnitt                                         |
| BED   | Bester Einzeldurchschnitt eines Spielers                    |
| HS    | Höchstserie                                                 |
|       | Bester GD des Turniers                                      |
|       | Bester ED des Turniers                                      |
|       | Beste HS des Turniers                                       |
|       | 1. Platz (Gold)                                             |
|       | 2. Platz (Silber)                                           |
|       | 3. Platz (Bronze)                                           |

| Platz | Name           | MP  | GD   | BED  | HS |
| ----- | -------------- | --- | ---- | ---- | -- |
| 1     | Günter Siebert | 6:0 | 7,31 | 7,69 | 65 |
| 2     | Klaus Hose     | 4:2 | 4,54 | 5,40 | 40 |
| 3     | Peter Sporer   | 2:4 | 5,42 | 7,69 | 40 |
| 4     | Wolfgang Matz  | 0:6 | 4,66 | –    | 35 |

| Platz | Name                 | MP  | GD   | BED  | HS |
| ----- | -------------------- | --- | ---- | ---- | -- |
| 1     | Matthias Metzemacher | 6:0 | 6,06 | 7,40 | 57 |
| 2     | Norbert Witte        | 4:2 | 6,29 | 8,00 | 60 |
| 3     | Dieter Müller        | 2:4 | 5,05 | 5,87 | 22 |
| 4     | Dieter Wirtz         | 0:6 | 3,75 | –    | 20 |

| Spiel 1              |     |
| Günter Siebert       | 2:0 |
| Norbert Witte        | 0:2 |
| Spiel 2              |     |
| Matthias Metzemacher | 2:0 |
| Klaus Hose           | 0:2 |

| Spiel um Platz 3 |                      |     |
| 3                | Norbert Witte        | 2:0 |
| 4                | Klaus Hose           | 0:2 |
| Finale           |                      |     |
| 1                | Günter Siebert       | 2:0 |
| 2                | Matthias Metzemacher | 0:2 |

## Abschlusstabelle
| MP    | Match Points (Sieger = 2; Unentschieden = 1; Verlierer = 0) |
| Pkte. | Erzielte Karambolagen                                       |
| Aufn. | Benötigte Versuche                                          |
| GD    | Generaldurchschnitt                                         |
| BED   | Bester Einzeldurchschnitt eines Spielers                    |
| HS    | Höchstserie                                                 |
|       | Bester GD des Turniers                                      |
|       | Bester ED des Turniers                                      |
|       | Beste HS des Turniers                                       |
|       | 1. Platz (Gold)                                             |
|       | 2. Platz (Silber)                                           |
|       | 3. Platz (Bronze)                                           |

| Endklassement             | Endklassement        | Endklassement | Endklassement | Endklassement | Endklassement | Endklassement | Endklassement | Endklassement | Endklassement |
| Platz                     | Name                 | MP            | GD            | BED           | HS            |               |               |               |               |
| ------------------------- | -------------------- | ------------- | ------------- | ------------- | ------------- | ------------- | ------------- | ------------- | ------------- |
| 1                         | Günter Siebert       | 10:0          | 5,84          | 7,69          | 65            |               |               |               |               |
| 2                         | Matthias Metzemacher | 8:2           | 4,84          | 7,40          | 57            |               |               |               |               |
| 3                         | Norbert Witte        | 6:4           | 5,89          | 8,00          | 60            |               |               |               |               |
| 4                         | Klaus Hose           | 4:6           | 4,20          | 5,40          | 40            |               |               |               |               |
| 5                         | Peter Sporer         | 2:4           | 5,42          | 7,69          | 40            |               |               |               |               |
| 6                         | Dieter Müller        | 2:4           | 5,05          | 5,87          | 22            |               |               |               |               |
| 7                         | Wolfgang Matz        | 0:6           | 4,66          | –             | 35            |               |               |               |               |
| 8                         | Dieter Wirtz         | 0:6           | 3,75          | –             | 20            |               |               |               |               |
| Turnierdurchschnitt: 4,98 |                      |               |               |               |               |               |               |               |               |